# 本牧山頂公園
本牧山頂公園（ほんもくさんちょうこうえん）は、神奈川県横浜市中区に位置する都市公園（総合公園）である。

## 概要
米軍の住宅施設「横浜海浜住宅地区」が1982年3月31日までに返還されたことから、跡地を横浜市が公園として整備し、1998年に開園した。なだらかな丘の上に広がる公園は、見晴らしが良く、横浜港や横浜ランドマークタワーなどの町並みから房総半島、丹沢山地や富士山など遠くまで望むことができる。第一期、第二期と場所が分かれている。